# Adrien Hébert
Pour les articles homonymes, voir Hébert.
Adrien Hébert (Paris, 12 avril 1890 - Montréal, 20 juin 1967) est un peintre québécois.
Il est, entre autres, connu pour avoir privilégié les thèmes urbains. Il a peint des rues, le port de Montréal et ses élévateurs, mais aussi de paisibles scènes intérieures.

## Biographie
Adrien Hébert, fils du sculpteur Louis-Philippe Hébert et de Maria Emma Cordélia Roy, est né le 12 avril 1890 dans la paroisse Saint-Pierre-de-Montrouge à Paris. Il passe son enfance tantôt à Paris, tantôt à Montréal, lieux où son père réalise des projets.
De 1902 à 1911, il suit des cours au Monument national offerts par Edmond Dyonnet, Joseph-Charles Franchères et Joseph Saint-Charles. Il en suit également à la Art Association of Montreal (futur Musée des beaux-arts de Montréal)avec comme professeur Jobson Paradis. Pendant quelques années, il est le seul peintre francophone du Groupe de Beaver Hall. Il expose, en 1916, avec son frère Henri, à la Bibliothèque Saint-Sulpice.
Il prend possession, en 1917, de l'atelier de Napoléon Bourassa.
De 1917 à 1954, il enseigne le dessin à la Commission scolaire de Montréal. Il fait également des séjours en France, y visite des expositions. Il expose des tableaux et des dessins, tant à Paris qu'à Montréal, et collabore à des revues.
Dans les années 1920, il aborde de façon très intensive le thème de la vie à Montréal, voyant dans le progrès technologique un facteur favorisant le changement social. Ses tableaux sur le thème du Port de Montréal, entre autres, sont très caractéristiques de cette époque. Ils lui valent sa réputation de peintre moderne qui se distingue des peintres régionalistes d'alors. Hébert peint également des scènes du centre-ville dans lesquelles il témoigne de l'effervescence de la vie urbaine. Jusqu'à la fin de sa vie, Hébert demeurera fidèle à la figuration, la modernité de son œuvre se manifestant essentiellement dans le choix de ses sujets. Ses œuvres sont exposées à la Galerie L'Art français.

## Postérité
La rue Adrien-Hébert de Montréal honore sa mémoire depuis 1991. Elle est située dans l'arrondissement Rivière-des-Prairies–Pointe-aux-Trembles. 45° 37′ 42″ N, 73° 36′ 02″ O

## Œuvre
- Léo-Pol Morin, 1922 ou 1923, huile sur toile, 61,2 x 46,4 cm, Musée national des beaux-arts du Québec, Québec[4].
- Le Port de Montréal, 1924, huile sur toile, 153 x 122,5 cm, Musée national des beaux-arts du Québec, Québec[5].
- Rue Saint-Denis, 1927, huile sur toile, 191,5 x 138,5 cm, Musée national des beaux-arts du Québec, Québec[6].
- Élévateur à grain nº 3, 1928?, huile sur toile, 76,7 x 53,8 cm, Musée national des beaux-arts du Québec, Québec[7].
- Élévateurs à grain, 1929, huile sur toile, 74 x 99,6 cm, Musée national des beaux-arts du Québec, Québec[8].
- Scène du port de Montréal, vers 1930, aquarelle et mine de plomb sur papier, 28 x 35,6 cm, Musée national des beaux-arts du Québec, Québec[9].
- Percé, 1930?, fusain sur papier, 70,6 x 91,1 cm, Musée national des beaux-arts du Québec, Québec[10].
- Le Départ de «L'Empress», 1931?, lithographie, 49 x 62 cm (papier); 30 x 43 cm (image), Musée national des beaux-arts du Québec, Québec[11].
- Le Château Ramezay, Montréal, 1931, huile sur toile, 69 x 59 cm, Musée national des beaux-arts du Québec, Québec[12].
- Place Jacques-Cartier, Montréal, 1934?, huile sur toile, 76,6 x 76,6 cm, Musée national des beaux-arts du Québec, Québec[13].
- Matin d'hiver, 1935-1936, huile sur toile, 76,2 x 76,3 cm, Musée national des beaux-arts du Québec, Québec[14].
- Vue de Québec du glacis de la Citadelle, 1937, huile sur toile, 69 x 84,2 cm, Musée national des beaux-arts du Québec, Québec[15].
- Magasinage de Noël, entre 1938 et 1945, huile sur toile, 81,2 x 101,6 cm, Musée national des beaux-arts du Québec, Québec[16].
- Paysage urbain, probablement 1938, huile sur toile marouflée sur carton, 45,7 x 35,4 cm, Musée national des beaux-arts du Québec, Québec[17].
- Parc Montmorency, Québec, 1939?, huile sur toile, 84 x 69,4 cm, Musée national des beaux-arts du Québec, Québec[18].
- Les Toits de la place Royale vus de la terrasse Dufferin, probablement 1939, huile sur toile, 76,5 x 58,7 cm, Musée national des beaux-arts du Québec, Québec[19].
- Le Dîner dans l'atelier, 1941?, huile sur toile, 76,5 x 81,5 cm, Musée national des beaux-arts du Québec, Québec[20].

## Galerie

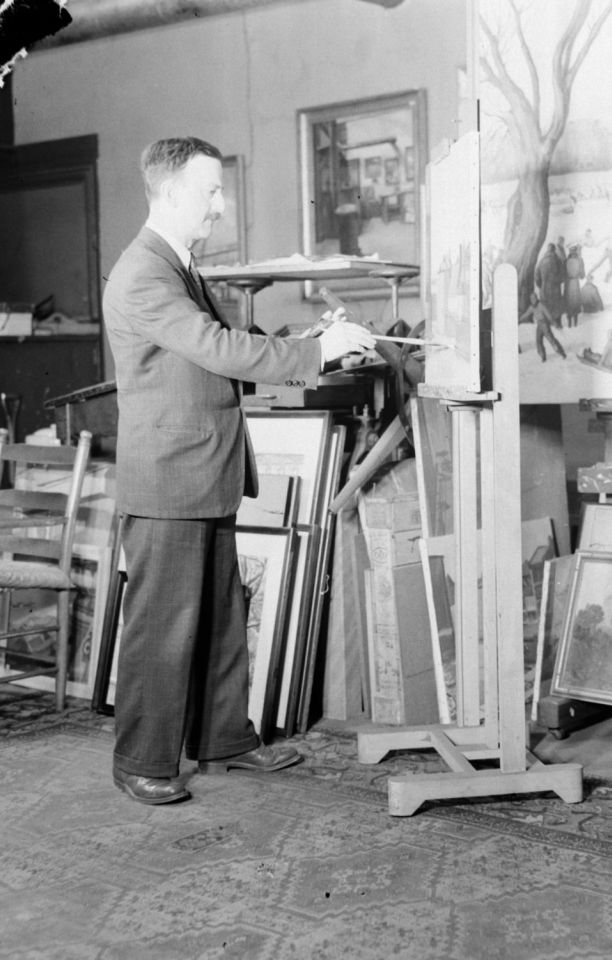
Adrien Hébert peignant un paysage urbain dans son atelier de Montréal, en 1940.
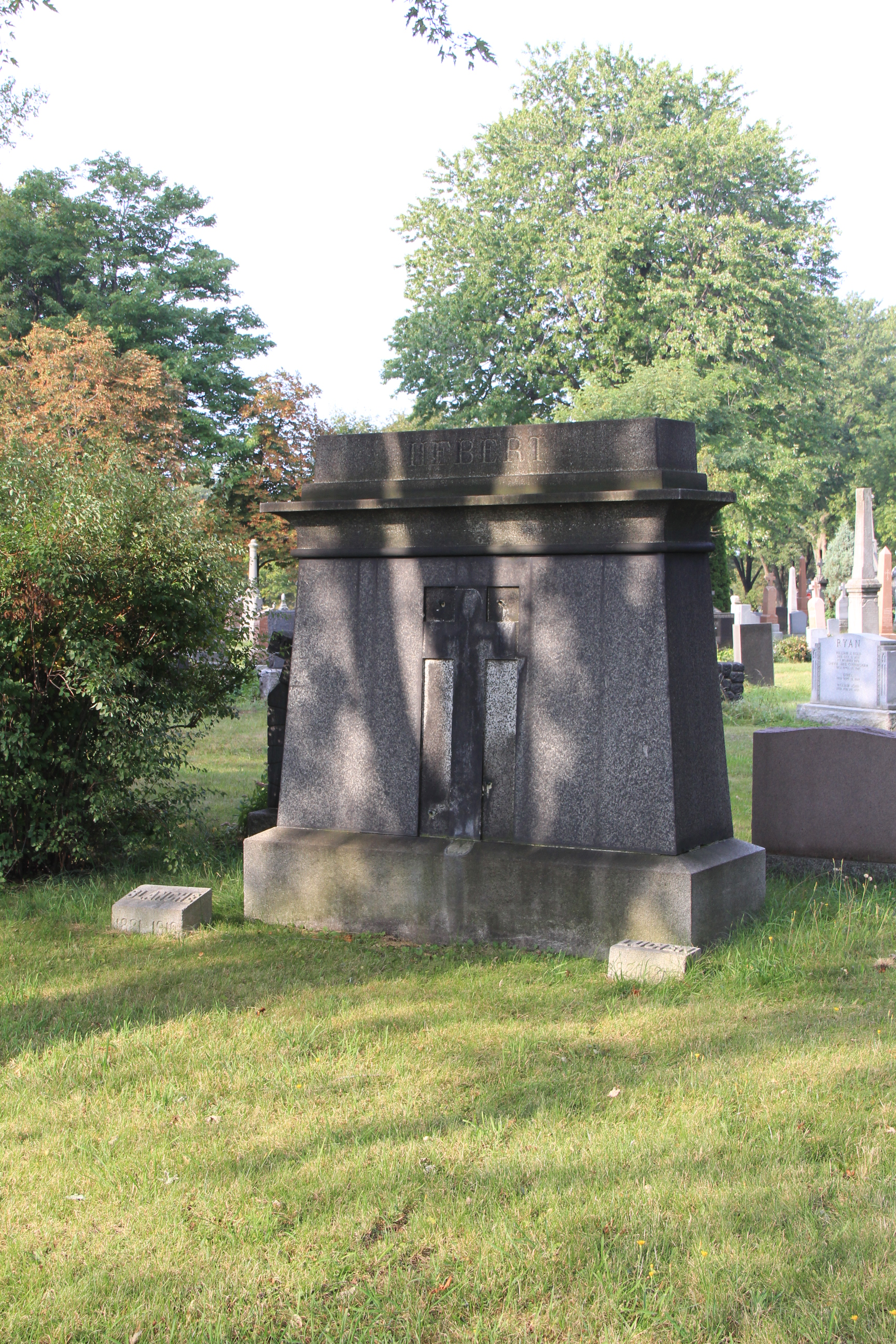
Pierre tombale d'Adrien Hébert, cimetière Notre-Dame-des-Neiges (N463), Montréal.
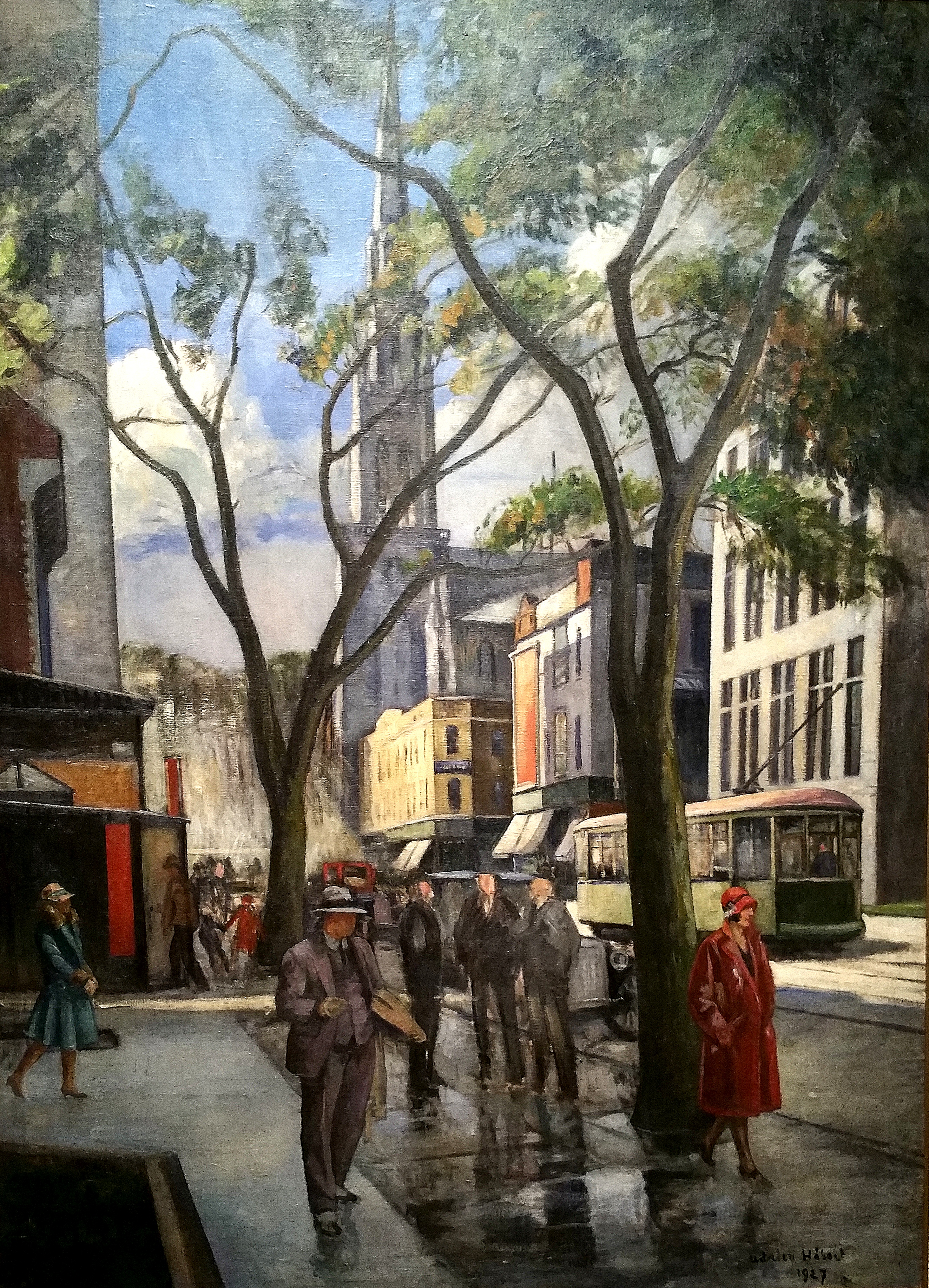
Rue Saint-Denis, 1927.

## Musées et collections publiques
- Art Gallery of Alberta
- Art Gallery of Hamilton
- Centre d'exposition de l'Université de Montréal
- Galerie Leonard & Bina Ellen, Université Concordia
- McMichael Canadian Art Collection
- Musée d'art de Joliette[21]
- Musée de Lachine
- Musée des beaux-arts de Sherbrooke
- Musée des beaux-arts du Canada
- Musée du Château Ramezay
- Musée Laurier
- Musée national des beaux-arts du Québec
- Les Prêtres de Saint-Sulpice de Montréal
- The Robert McLaughlin Gallery
- Vancouver Art Gallery